# Con mồi

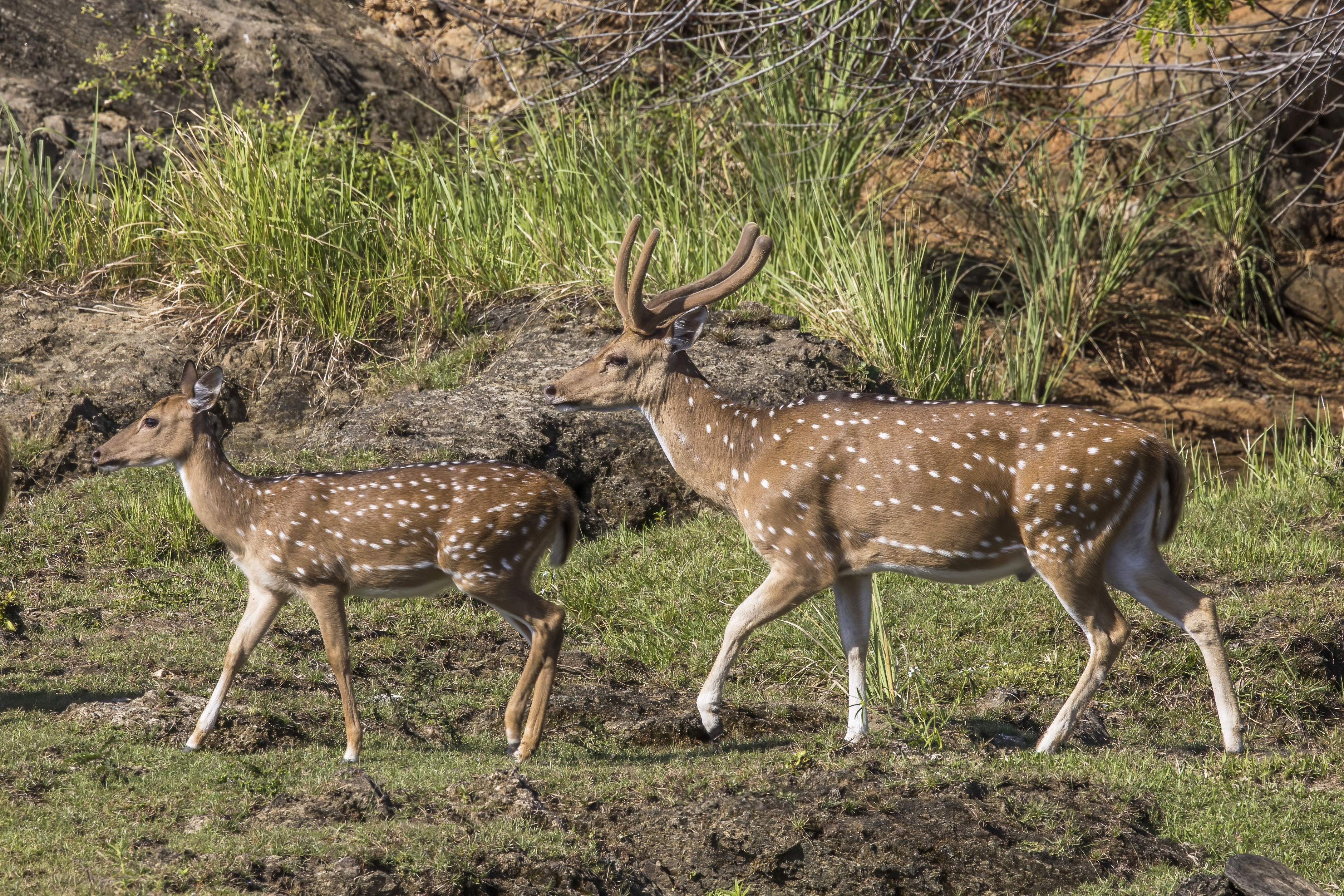
Hươu nai, con mồi phổ biến của các loài hổ, báo, sói, gấu...

Con mồi hay thú mồi là một thuật ngữ sinh thái học chỉ về một động vật là đối tượng bị săn bắt và ăn thịt từ một động vật ăn thịt gọi là động vật săn mồi nhằm mục đích cung cấp nguồn sống (thức ăn) để duy trì sự sống cho những động vật săn mồi. Nói chung, thuật ngữ này đề cập đến tất cả các loại động vật mà những loại động vật ăn thịt có thể ăn thịt được khi kiếm ăn. Một con mồi có thể được săn đuổi từ những kẻ thù hoặc động vật săn mồi và bị bắt sống, sau đó giết và ăn thịt tươi sống tại chỗ hoặc có được do cướp đoạt, giật trộm của những loài săn mồi khác. Trong phạm vi khái niệm này đề cập về các loài thú là nhiều hơn, đối với loài chim người ta có khái niệm chim mồi và các loại cá thì có khái niệm cá mồi.

## Khái yếu
Con mồi bao gồm hầu hết các động vật ăn cỏ và nhiều động vật ăn thịt, động vật ăn tạp bị săn bắt bởi các loài động vật khác to khỏe hơn hoặc mạnh mẽ, nguy hiểm hơn, cũng có thể đó là những động vật đau yếu, già yếu, bị thương, thậm chí chính là những đồng loại của nhau khi có nạn đói hoặc khi có cơ hội. Số lượng và mật độ các loài săn mồi liên quan trực tiếp đến số lượng và mật độ con mồi, ảnh hưởng đến biến động dân số của con mồi và kẻ thù. Nếu quần thể những con mồi thu hẹp hoặc giảm thì quần thể những kẻ ăn thịt cũng giảm theo tạo sự cân bằng sinh thái. Nhiều động vật ăn thịt (đặc biệt là trong lãnh nguyên) chuyên săn một loại con mồi cụ thể. Trong trường hợp này, mặc dù khá phụ thuộc vào chu kỳ dân số của cả hai loài. Như vậy con mồi chính là nguồn thực phẩm quan trọng duy trì sự sống cho các loài động vật ăn thịt.
Thuật ngữ con mồi còn đặt trong hoàn cảnh của những cuộc săn bắn của con người, theo đó con mồi hay còn gọi là vật săn, chiến lợi phẩm là đối tượng hướng đến của những cuộc săn bắn, những trò chơi chết chóc của con người, theo nghĩa này thì tất cả các loài động vật ăn thịt hay ăn cỏ, từ nhỏ đến lớn đều có thể trở thành con mồi của con ngườ. Từ chuột, thỏ, cáo, sói, lợn rừng, hươu nai cho đến gấu, hổ, voi, cá voi trong những cuộc săn bắn như săn thỏ, săn hươu, săn cáo, săn sói, săn lợn rừng, săn hổ... Thuật ngữ con mồi còn được hiểu theo nghĩa rộng dùng để chỉ về những nạn nhân của một âm mưu, hành vi nào đó của con người như cướp, lừa đảo, buôn bán người, lừa tình....
Ở góc độ sinh thái học, con mồi gắn liền với khái niệm chuỗi thức ăn, nó là một động vật đứng trước hoặc liền kề ở chuỗi thức ăn trong mối liên hệ với động vật ăn thịt. Con mồi rất phong phú đa dạng. Từ những động vật thủy sinh, phiêu sinh, phù du làm mồi cho các loại động vật nhỏ hơn như cá, sâu bọ, giáp xác, chân khớp, cho đến những con côn trùng, sâu bọ, ếch nhái, rắn rết làm mồi cho các loài ăn thịt lớn hơn như chim, thú, rắn, trăn, bò sát và những con thú cỡ nhỏ làm mồi cho những con thú lớn hơn như chuột (con mồi truyền thống của mèo), thỏ (con mồi truyền thống của cáo, sói)... và những động vật ăn cỏ tầm trung là con mồi của nhiều loài dã thú khác chẳng hạn như hươu nai, linh dương, lợn rừng (là con mồi truyền thống của các loài báo, chó sói, chó rừng, hổ, sư tử) cho đến các loài động vật lớn như trâu rừng, bò tót, ngựa vằn, voi là con mồi của các loài mãnh thú như hổ, sư tử hoặc các loài dã thú có tập tính săn bắt theo đàn như chó sói, linh cẩu... Một loài có thể là con mồi cho nhiều loài động vật khác vì mỗi kẻ ăn thịt, kẻ ăn mồi thường có chế độ ăn uống rất phong phú để có thể tồn tại.

## Chiến thuật
Quan hệ giữa con mồi và kẻ săn mồi là đối tượng rất thú vị của những nghiên cứu về các phản ứng và hành vi của con mồi để ứng phó với sự hiện diện của một động vật ăn thịt hoặc khám phá những chiến thuật khác nhau giữa hai loài này trong các trận đánh và đuổi những kẻ săn mồi với con mồi hoặc những cuộc rượt đuổi, săn bắt của những loài động vật này, dây là những trận chiến sinh tử sống còn giữa hai loài, nếu con mồi thất bại, bị tóm, có nghĩa là số phận của chúng đã kết thúc, nếu chúng chạy thoát thì sẽ đẩy nguy cơ chết đói về phía những loài động vật ăn thịt. Ở một số loài săn mồi ngay cả khi nó phát hiện sự hiện diện của những kẻ săn mồi khác nhau không chỉ hành vi mà còn cấu trúc hay nội dung của hóa chất trong cơ thể của họ thể chất của chúng.

### Tốc độ và lanh lợi

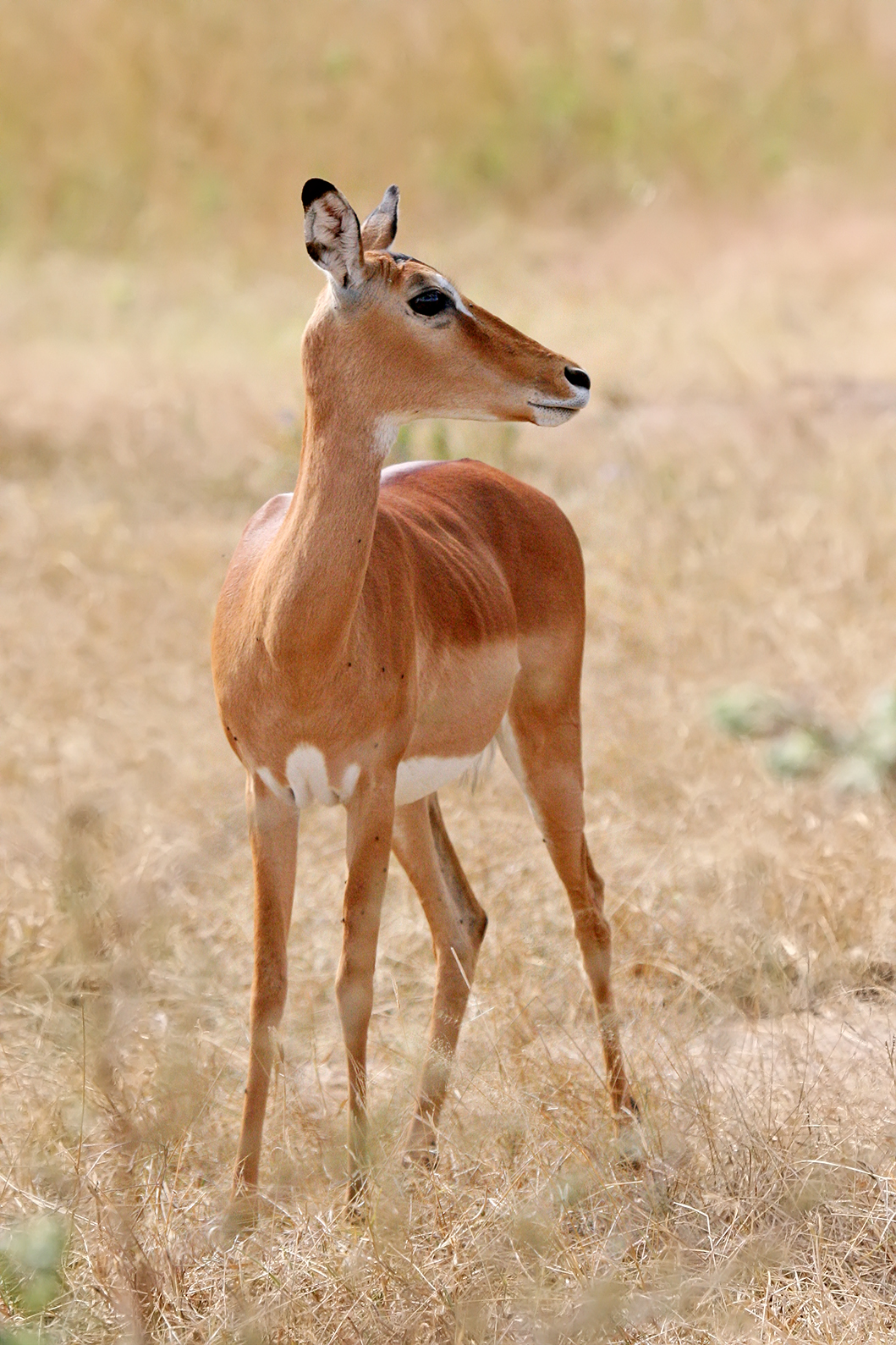
Linh dương, con mồi ưa thích của rất nhiều loài dã thú ở châu Phi như báo săn, chó hoang, linh cẩu, báo hoa mai, chó rừng, sư tử, cá sấu, đại bàng, khỉ đầu chó....

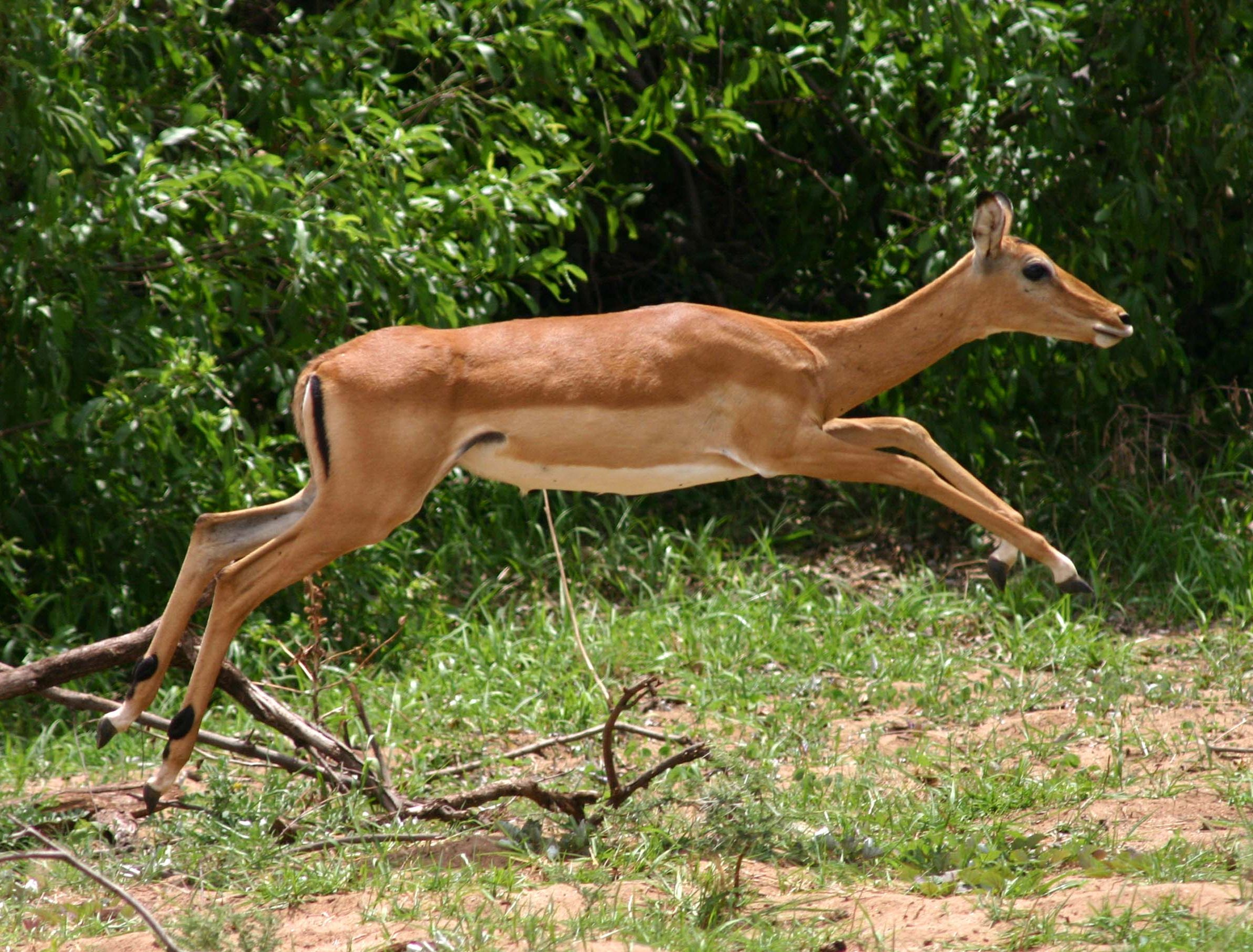
Một con linh dương đang bứt tốc độ

Có nhiều chiến thuật quan trọng của con mồi khi thoát khỏi nguy hiểm từ kẻ thù là những kẻ ăn thịt đói khát, một trong nhiều cách đó chính là tốc độ. Dùng tốc độ cao và sự bền bỉ để tạo nên sức rướn mạnh và tốc độ tối đa chạy thoát khỏi hiểm nguy, chạy thoạt khỏi kẻ thù của mình điển hình là các loài hươu nai và linh dương trong việc đối mặt với kẻ thù truyền kiếp của chúng là hổ (đối với nai) và báo săn (đối với linh dương) cũng như những kẻ thù khác như sói, sói lửa, chó hoang châu Phi. Một số loài, như đà điểu, thỏ rừng, linh dương cố gắng chạy thoát bằng cách đột ngột thay đổi hướng di chuyển, trong khi các loài linh dương khác, như linh dương Nam Phi, chạy nhanh theo đường thẳng Chiến thuật kết hợp vừa chạy vừa ẩn nấp, tận dụng các địa hình gập gềnh, nhiều hang hóc để chạy và luồn lách hòng thoát khỏi sự truy sát của kẻ thù, điển hình có thể thấy là chuột, vừa có tốc độ cao lại giỏi chui rúc trong cuộc chơi chết chóc với kẻ thù truyền thống là loài mèo và những con thỏ ẩn theo bản năng khi gặp nguy hiểm đe dọa trong cuộc săn đuổi với kẻ thù truyền thống là loài cáo.
chẳng hạn như những cuộc rượt đổi của báo săn và linh dương, khi săn mồi báo săn tiến gần đến con mồi tiềm năng đặc biệt nhắm vào những con mồi đặc biệt nhắm vào những con tơ, những con chậm chạp và thiếu cảnh giác, khi nó và linh dương lao vào trận chiến rượt đuổi thì sự khác biệt giữa sống và chết không chỉ là tốc độ mà còn là tầm nhìn. Tầm nhìn càng quan trọng hơn với con linh dương con linh dương giống như hầu hết các con mồi khác thì mắt được cấu trúc ở hai bên hộp sọ do đó trong khi thì việc bố trí hai mắt ở hai bên đầu của linh dương giúp nó giúp nó có tầm nhìn lên đến 270 độ, chỉ cần xoay nhẹ đầu nó có thể quan sát được 360 độ xung quanh. Ngoài ra mắt của chúng rất nhạy cảm ngay cả với những chuyển động nhỏ nhất của con thú săn mồi do đó khi trong tầm quan sát của linh dương thì con báo phải hoàn toàn bất động. Linh dương là những con mồi có khứu giác rất nhạy do đó báo săn phải tiếp cận linh dương theo chiều người gió và con báo từ từ tiến lại, nó dồn tập trung vào những con linh dương lạc đàn, mải mê gặm cỏ và không cảnh giác.
Thông thường khi rượt đuổi những con mồi nó chung và những linh dương nói riêng, báo săn sẽ chọn tấn công và rượt theo những con linh dương trong địa hình trống trải và trơn tru với một đòn tấn công bằng đường thẳng sẽ giúp báo đạt tốc độ tối đa vì những vật cản sẽ làm con báo mất thêm vài bước nữa khiến nó mất đi lợi thế. Đối với báo săn khi bắt đầu quá sớm, nó có thể nhanh đuối sức và không thể bắt được con mồi những con linh dương có thể chạy hơn 80 km/h nhưng linh dương có thể duy trì tốc độ trong thời gian dài chúng giống như những vận động viên chạy đua đường trường trong khi báo săn chỉ có thể chạy nước rút ngoài ra con linh dương còn có một chiến lược quan trọng khác là vừa chạy vừa nhảy lên nhảy xuống theo kiểu nhảy tưng tưng, chúng vừa chạy, vừa bật nhảy thật cao vào không trung lên đến gần 3 m điều này làm con linh dương liên tục vào trong và ra ngoài tầm nhìn của con báo làm nó mất phương hướng và nhiều khi buộc phải bỏ cuộc.
Con linh dương có thể vừa chạy vừa di chuyển sang hai phía theo kiểu chạy lạng lách và mỗi lần chuyển hướng con linh dương buộc báo phải thay đổi hướng chạy làm mất thêm 2 giây trong một cuộc săn đuổi này và nếu chuyển hướng 10 lần trong một cuộc rượt đuổi thì con linh dương sẽ đẩy con báo tới tốc độ giới hạn của sự chịu đựng. Con linh dương có thể chậm hơn con báo nhưng trong quá trình tiến hóa đã cung cấp cho nó một vụ khí phòng vệ tiềm năng đó là sự lanh lợi. Những con linh dương lại ít khi vượt quá ngưỡng nhiệt độ khi chạy với tốc độ cao do nó có hệ thống làm mát tự nhiên, trước khi đến não, máu được đi qua một nhóm mạch máu và được làm lạnh nhanh chóng bằng một lượng khí từ khoang mũi rộng giống như bộ phận tản nhiệt trong xe hơi, nó ngăn những chất lỏng quan trọng không bị quá nhiệt cho nên dù nhiệt độ con linh dương chạm đến mức 42 độ thì bộ não nó vẫn được bảo vệ và được làm mát mặc dù đang chịu áp lực nhưng khi nhiệt độ của báo chạm tới mốc 49 độ thì cơ thể con báo đã đưa ra lời cảnh báo hoặc nó phải cho con linh dương thoát hoặc nó sẽ chết khi săn con mồi.

### Ngụy trang
Mô hình động vật ngụy trang, để trốn tránh khỏi sự chú ý hoặc phát giác của kẻ thù nhiều động vật đã chọn giải pháp ngụy trang, biến hóa vào môi trường, hoàn cảnh mình đang tọa lạc ví dụ như ẩn mình trong đá, nước cành, lá, hoặc tương tự, chẳng hạn như bọ gậy. Hoặc theo bản năng chúng sẽ đứng im bất động hoặc giả chết để thoát khỏi hiểm cảnh, phương thức này đặc biệt có hiệu quả đối với việc đối phó những loài động vật săn mồi dựa vào xúc giác như như rắn như rắn độc hoặc trăn, điều này cũng có thể thấy ở loài thỏ khi gặp phải trăn hoặc rắn thì chúng sẽ im hơi bất động trong khi gặp cáo, sói thì chúng sẽ bỏ chạy. Nhiều loài động vật sử dụng hình dáng, màu sắc hay các đặc điểm khác biệt của cơ thể để hạn chế nguy cơ bị tấn công và thoát khỏi những cuộc truy bắt của kẻ thù.
Trong thiên nhiên, các loài động vật chịu áp lực phải thay đổi để hòa lẫn với môi trường sống hoặc che giấu hình dạng; các động vật bị săn đuổi nhờ đó trốn tránh kẻ săn mồi. Ngụy trang tự nhiên là một trong những biện pháp đó. Có một số cách để làm điều này. Một là động vật hòa mình vào môi trường xung quanh; cách khác là động vật biến hình thành thứ gì khác hấp dẫn hoặc có vẻ ngoài nguy hiểm. Luôn có sự tiến hóa liên tục trong khả năng phát hiện sự trá hình, tương tự năng lực ẩn trốn cũng biến đổi luôn luôn. Ở mỗi cặp động vật săn đuổi-trốn tránh, cấp độ tiến hóa trá hình và phát hiện khác nhau. Một số động vật ẩn trốn làm giả chuyển động trong tự nhiên, ví dụ chiếc lá trong gió. Điều này gọi là hành vi ẩn mình theo môi trường. Các động vật khác gắn liền hoặc lấy những vật liệu trong tự nhiên đắp lên thân mình để ẩn náu.

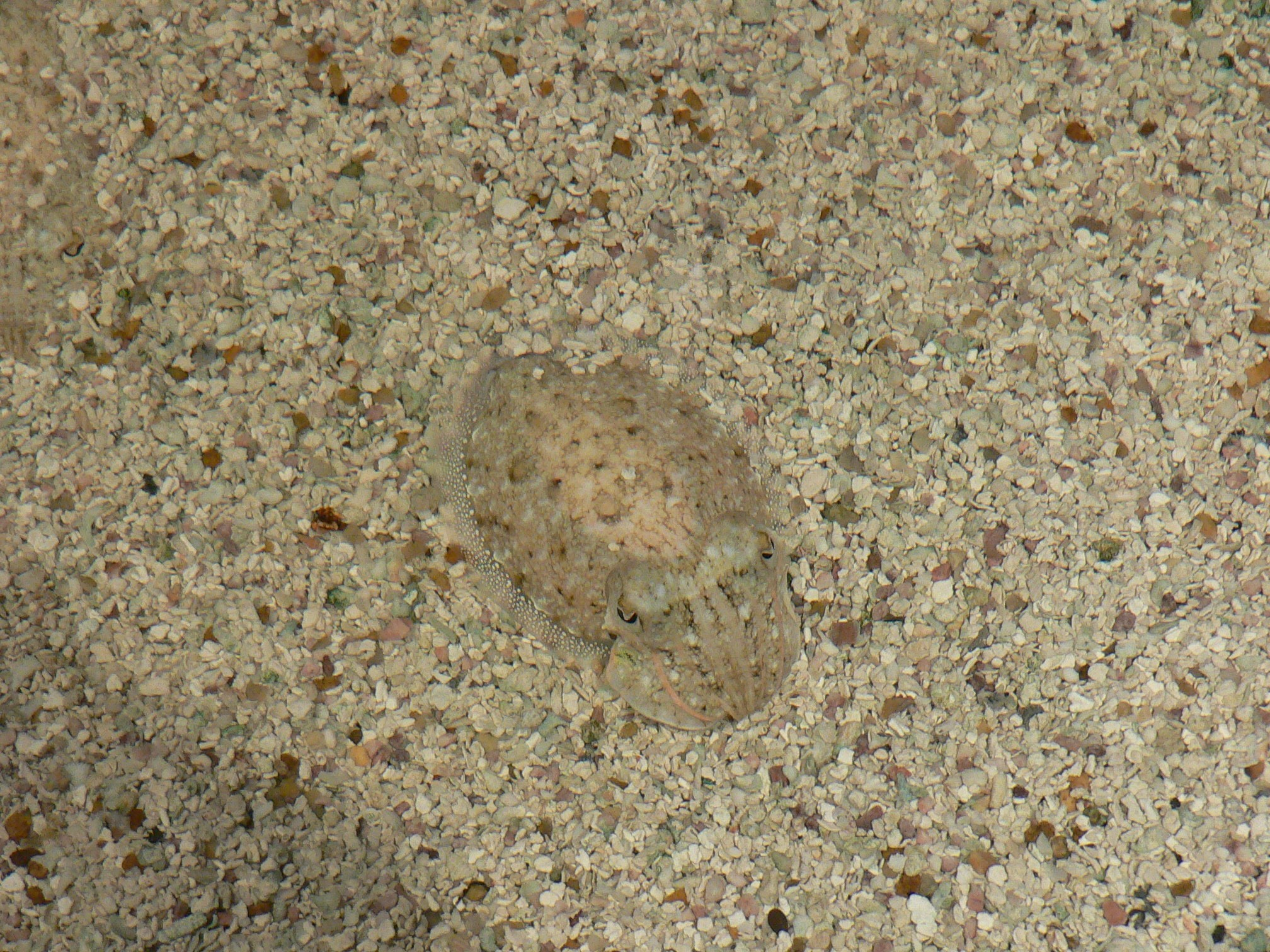
Con mực con trốn trên bề mặt đáy cát.
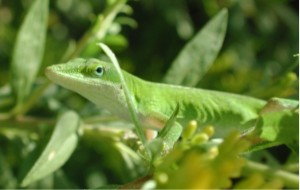
Con thằn lằn xanh này gần như trở thành một phần của cành cây.
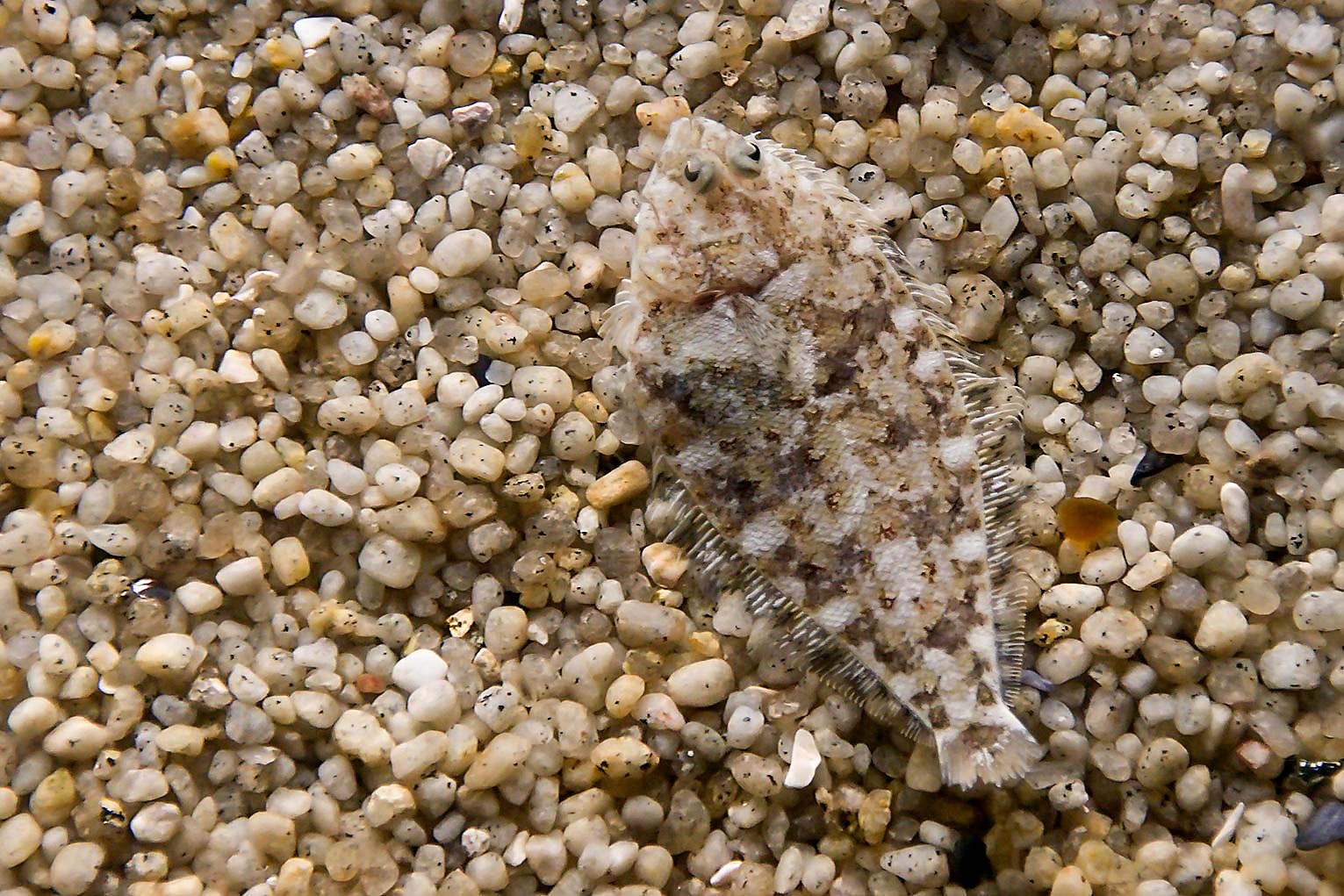
Con cá bơn lẫn với môi trường xung quanh.
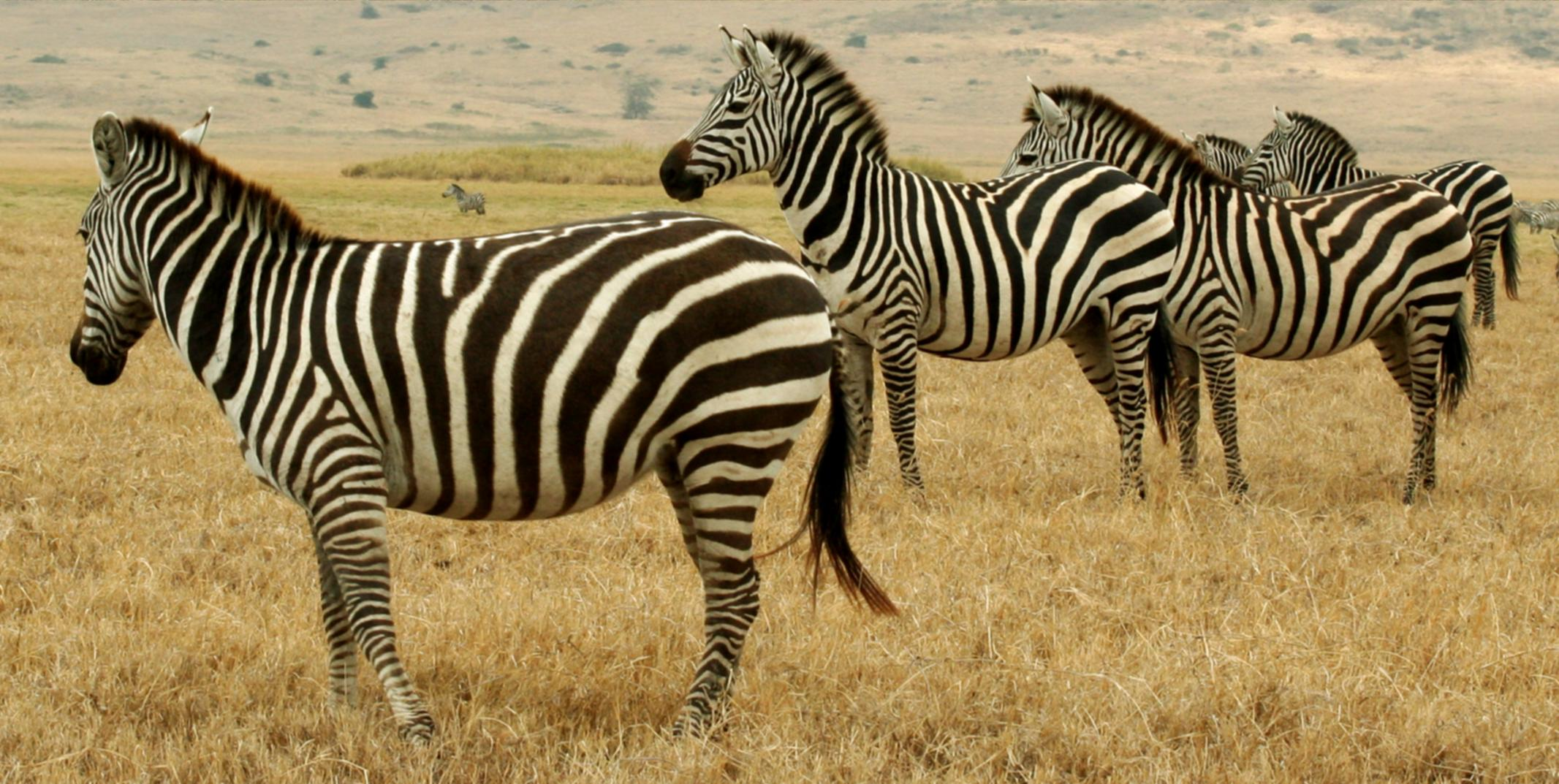
Những vạch đen trên da ngựa vằn khiến rất khó phân biện từng cá thể.
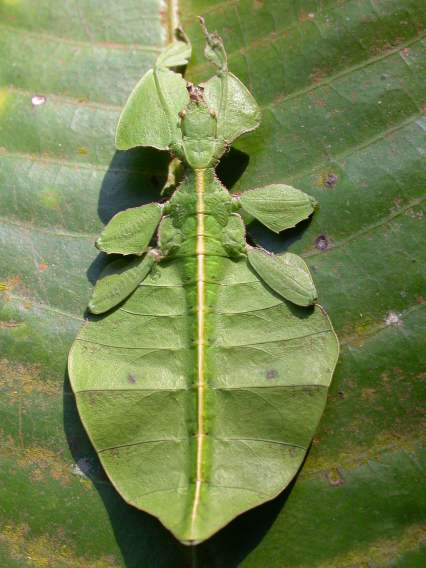
Bọ lá

Loài cóc sống trong các khu vừng nhiệt đới ở Panama có hình dạng giống như những chiếc lá khô đã ngả màu vàng. Vì sống trong các khu rừng nhiệt đới, nơi dễ bị tấn công và trở thành con mồi của những loài động vật to lớn khác, nên đặc điểm này giúp chúng ẩn mình vào những đám lá và tránh được sự tìm kiếm của kẻ thù. Loài côn trùng lá ở Malaysia có vẻ bề ngoài rất giống một loài thực vật, với phần thân có màu sắc và hình dáng của một chiếc lá. Nhờ vào lợi thế này, chúng có thể đánh lừa thị giác của những kẻ săn mồi một cách dễ dàng. Để tránh sự tấn công của chim, thằn lằn hoặc những loài động vật săn mồi khác, sâu bọ nhảy có thể khiến kẻ thù giật mình bằng cách xoay người, làm lộ hai đốm đỏ, gây nhầm lẫn với đôi mắt của các loài động vật lớn hơn. Khi quay người vào trong, đôi cánh của con bọ sẽ có màu trùng với màu sắc của vỏ cây. 

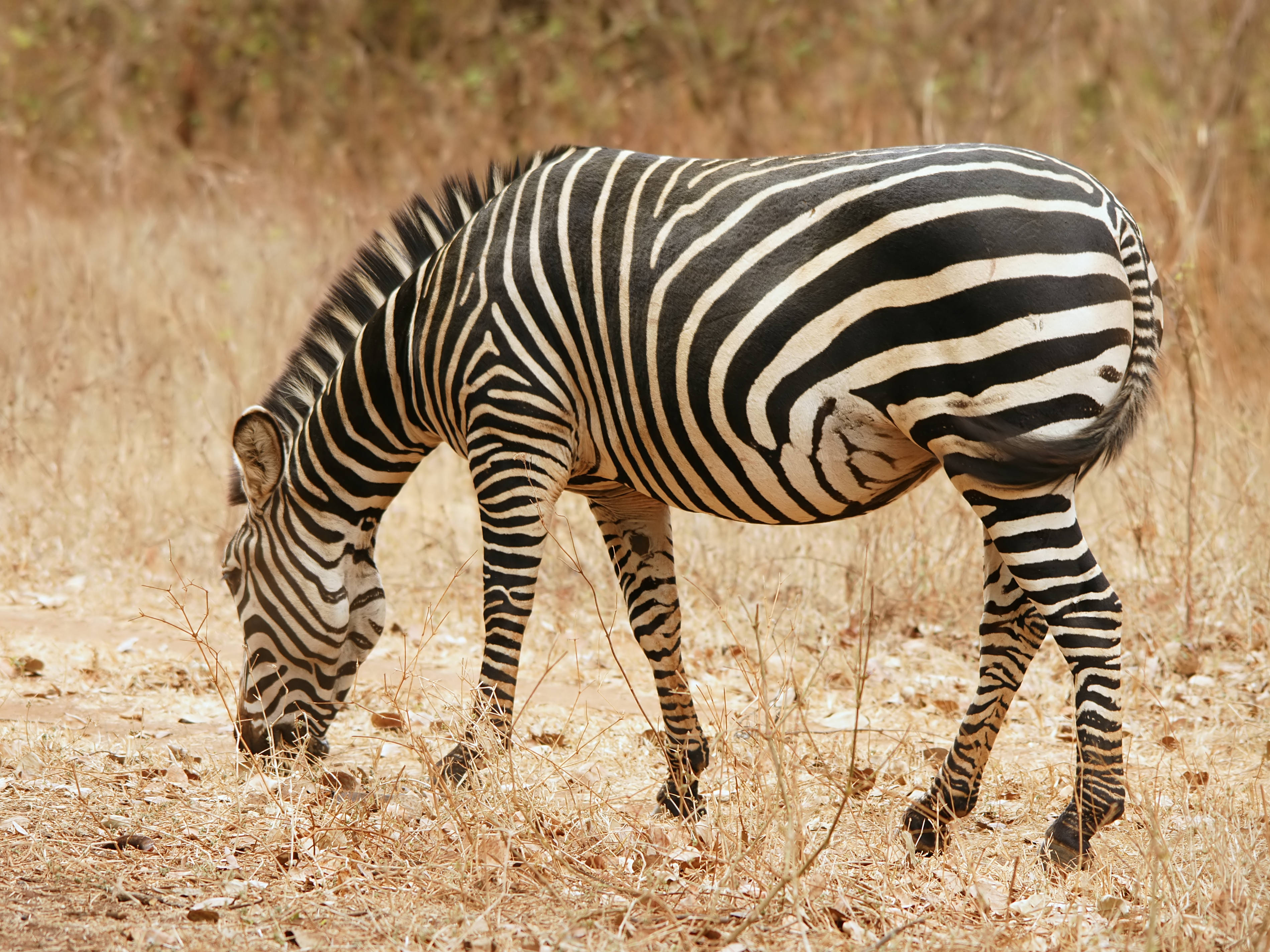
Những sọc vằn của ngựa vằn có giá trị tự vệ

Cách ngụy trang của một loài côn trùng thuộc họ muỗm, được gọi là katydid, sống ở rừng nhiệt đới của Panama, là bám vào những cây địa y có màu sắc tương tự như màu da của chúng. Vào ban ngày, loài côn trùng này nằm im bất động trên các thân cây. Chúng thường đi kiếm ăn vào ban đêm. Một loài côn trùng tận dụng màu sắc bắt mắt và dễ bị lẫn với các bông hoa lạc tiên để ẩn mình khi gặp nguy hiểm. Khả năng ngụy trang giúp chúng đánh lạc hướng kẻ thù khá hiệu quả. Một loài muỗm khác có bộ chân buông dài giống như những nhánh cây con. Để lẩn trốn, loài này thường bám vào các thân cây mảnh có nhiều nhánh cây nhỏ. Tuy nhiên, cách ngụy trang này đôi khi vẫn bị một số loài động vật như khỉ, chim, thằn lằn, ếch, rắn, phát hiện.
Một loài nhộng bướm ở Costa Rica thường trú trong các chiếc lá cuộn tròn. Khi nhìn ngước lên, đôi mắt giả trên cơ thể con nhộng khiến những con chim nhỏ có ý định tiến lại gần phải sợ hãi và tránh xa. Một loài côn trùng được gọi là Hyalymenus nymph có hình dáng và hành động giống như các con kiến ăn nhựa cây. Nhờ đó, các loài có ý định tấn công chúng sẽ tránh xa vì cho rằng đây là những con kiến hung dữ. Tuy nhiên, nếu đàn kiến phát hiện được cách ngụy trang này, chúng sẽ tấn công các con côn trùng. Màu sắc bí ẩn và hình dáng giống như một chiếc lá sẽ bảo vệ loài bướm nhiệt đới Geometridae khỏi nguy cơ bị tấn công.
Riêng đối với ngựa vằn, Đặc điểm nổi bật nhất của ngựa vằn là các sọc trên cơ thể nhờ đó cơ thể con ngựa hòa lẫn với môi trường sống có nhiều cỏ và các vằn của con ngựa thường có hướng thẳng đứng ở nửa thân trước, riêng nửa thân sau thì có hướng nằm ngang. Khi các con ngựa đứng gần nhau, các hoa văn hòa lẫn và chồng khít vào nhau khiến kẻ khác khó có thể phân biệt từng con riêng biệt. Điều đó khiến con thú ăn thịt khó có thể xác định mà tách riêng từng con ngựa để tấn công. Các hoa văn này là một cách tự vệ tự nhiên. Những đường kẻ sọc sẽ giúp bảo vệ ngựa vằn khỏi các loài động vật ăn thịt nhờ tạo ra ảo ảnh quang học, sọc ngựa vằn có thể tạo ra ảo ảnh quang học khi con vật di chuyển, giúp nó tránh khỏi sự tấn công của nhiều loại động vật ăn thịt và côn trùng sống ký sinh. Các sọc chéo rộng bên hông, đường kẻ sọc hẹp trên lưng và cổ ngựa vằn gây ra ảo giác cho người xem khi con vật di chuyển, đặc biệt trong một đàn ngựa vằn lớn. Điều này giúp đánh lạc hướng động vật ăn thịt, làm sai lệch quá trình tiếp cận của động vật ký sinh.

### Vũ trang chống trả

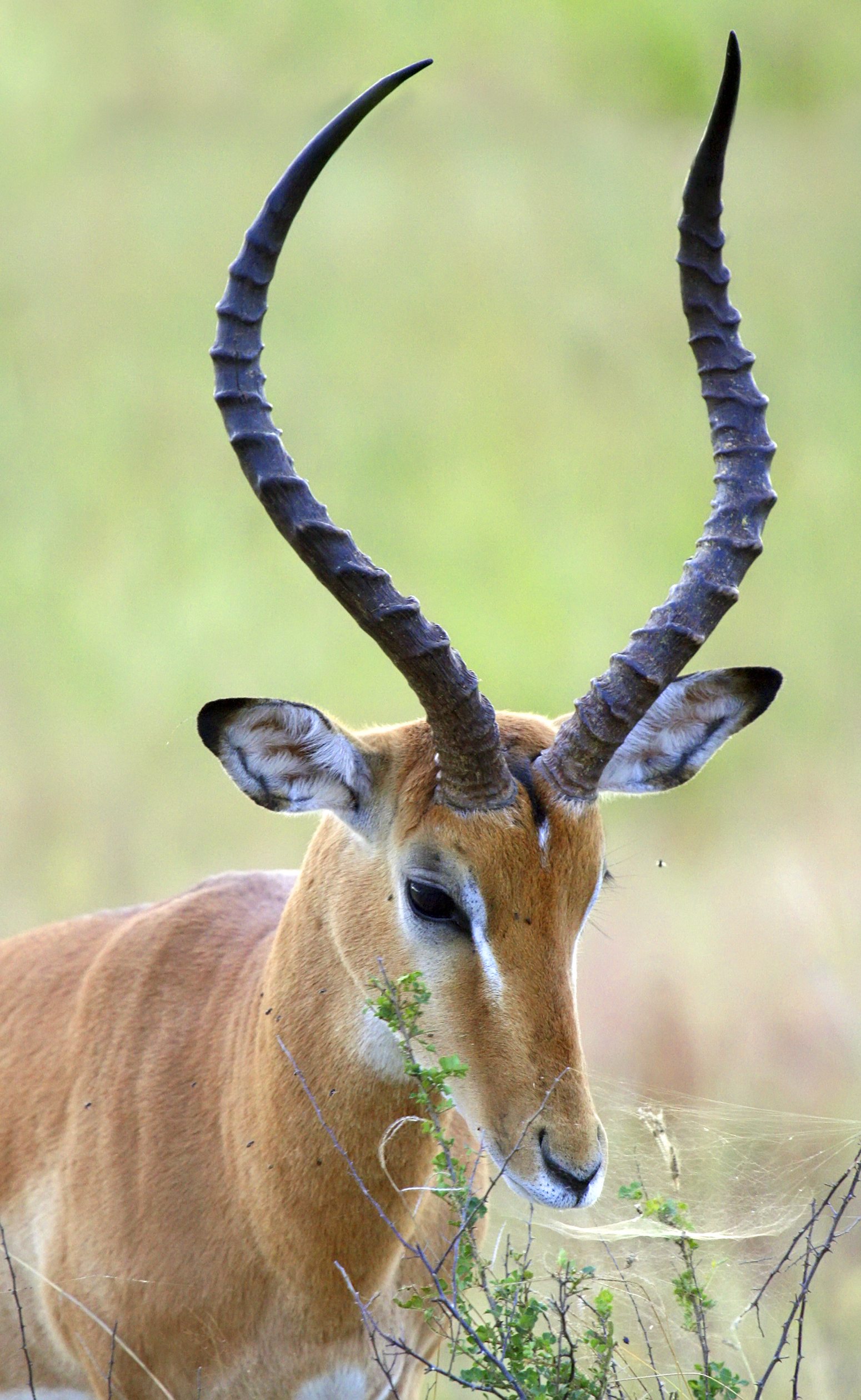
Cặp sừng của Linh dương Impala có thể húc chết báo săn

Tự vũ trang để tự vệ, theo đó những con mồi sẽ tránh khỏi sự truy sát của kẻ thù thậm chí chống lại và giết chết kẻ thù bằng những vũ khí của chính mình chẳng hạn như sừng, ngà, lông, gai, chất độc hoặc mùi hôi, hóa chất... một ví dụ điển hình là Voi có thể tự bảo vệ mình với ngà rất lớn của chúng. Voi là động vật lớn nhất trên cạn, có sức mạnh và đặc biệt là cặp ngà của mình cho nên dù là con mồi nhưng hầu hết chúng ít gặp kẻ thù. Trong tự nhiên chúng chỉ có thể bị đánh bại bởi sư tử, một loài dã thú mạnh mẽ và lại săn bắt theo bầy đàn. Tuy nhiên chỉ những con voi con hoặc con voi già yếu, những con voi lạc đàn mới có nguy cơ mất mạng. Hoặc những con bò tót là biểu tượng cho sức mạnh, với tấm thân lực lưỡng, cơ bắp cho nên chúng có rất ít kẻ thù trong tự nhiên, chỉ trừ loài hổ. Hay là như con nai sừng tấm với bộ sừng rất lớn để đe dọa các loài sói, gấu và thậm chí là sử dụng trong những cuộc chiến để tranh giành bạn tình.
Thậm chí với những con linh dương dù nhỏ nhưng con linh dương với sừng nhọn hoát trên đầu sẽ bị đâm chết con báo săn nếu nó thực hiện những cuộc tấn công không chính xác. Những con linh dương lớn hoặc linh dương mẹ có thể tấn công lại và đuổi báo săn đi  có trường hợp ghi nhận một con linh dương Gemsbok mẹ đã đánh đuổi một đàn báo săn khi những con báo này, nó dùng sừng nhọn tấn công báo săn khi cả hai đang khống chế con con. Bên cạnh đó báo săn còn phải tháo chạy trước sự to khỏe của các con linh dương đầu bò trong trường hợp bị báo săn tấn công, các con linh dương đầu bò có thể liều lĩnh chống trả và đuổi báo săn đi ngay cả những động vật nhỏ hơn như cáo tai dơi nếu liều lĩnh và dữ tợn trong cuộc đối đầu với báo săn cũng khiến cho báo phải bỏ chạy ngay cả khi đã rượt và bắt được
Ngựa vằn đồng bằng là con mồi ưa thích của sư tử, báo săn, linh cẩu, chó rừng và cá sấu. Tuy nhiên, những vằn sọc trên người của ngựa vằn là cách ngụy trang giữa những đám cỏ xavan giúp chúng thoát khỏi những thú ăn thịt. Và nếu bị dồn vào đường cùng, ngựa vằn có thể chống trả lại. Đã không ít lần những con sư tử bị ngựa vằn đá gãy chân phải bỏ chạy. Ngựa vằn với cơ thể to lớn và khỏe mạnh có thể đánh đuổi những loài thú ăn thịt, kể cả những con báo. Trong nhiều tình huống, những cú đá như trời giáng của chúng có thể khiến con sư tử dũng mãnh té lăn quay xuống đất. Những con ngựa đực thường xuyên rèn luyện kỹ năng đá bằng 2 chân sau. Đôi khi, những con ngựa trong đàn cũng đấu với nhau để rèn luyện kỹ năng chiến đấu. Những con tê giác với thân hình đồ sộ và tấm da dày như một bộ áo giáp đã trở nên bất khả xâm phạm, hoặc những con hà mã với lớp da giày khó có thể xuyên thủng.
Những con mồi cũng có thể tự bảo vệ bằng sự đoàn kết được đặc trưng bởi một lối sống theo bầy, theo đó giúp chúng gia tăng sự cảnh giác đối với kẻ thù chẳng hạn như một bầy nai sẽ có sự cảnh giác, chú ý cao hơn vì có nhiều cá thể quan sát hơn so với một cá thể nai đi lạc, tuy có bản năng cảnh giác và sợ sệt nhưng có thể chúng không bao quát như khi đi theo bầy. Hoặc những đàn bò rừng, đàn trâu rừng khi gặp hổ, sói chúng sẽ tự vệ bằng các quây vòng, những con non và già yếu ở vòng trong, những con khỏe mạnh ở vòng ngoài và chĩa sừng ra như một đội hình chiến đấu, khiến cho hổ, sói phải kinh sợ mà rút lui.
Một số loài các có cách tự vệ thụ động hơn bằng cách co rút lại trong những tấm giáp sinh học, đặc thù của những loài vật này là nhím, khi bị tấn công nhím sẽ cuộn tròn và xù lông lên và những gai nhọn tủa ra và đâm vào kẻ thù nếu chúng cố tình tấn công. Một số loài khác như rùa có chiến thuật co đầu, rút cổ vào những cái mai cứng mà không có nhiều loài vật có thể xuyên thủng được, tương vự vậy là các loài ốc có thể rút mình vào những vỏ ốc xoắn để lẩn tránh sự tấn công của kẻ thù, một hình thái tương tự cũng diễn ra ở các loài động vật có mảnh vỏ như trai, hàu, hến... khi bị đe dọa hoặc tấn công chúng sẽ kép mảnh vỏ lạ và núp trong đó. Một số kiến thợ thành kiến bảo vệ tổ, chúng tăng trưởng rất nhanh và giúp bảo vệ tổ bằng cách tiêm, cắn axit vào kẻ thù. Một số loài khác dùng răng để đuổi các con kiến khác khỏi tổ của mình.

### Cảnh báo
Một trong những phương thức tự vệ của con mồi chính là sự cảnh báo, trong đó Sự nổi bật là những dấu hiệu chống động vật ăn thịt hữu hiệu. Nhiều loại động vật sở hữu những dấu chấm phòng vệ để tránh bị ăn thịt, bao gồm có các mẫu hoa văn nhằm giảm bớt nguy cơ bị phát hiện (sự ngụy trang), để cảnh báo rằng con vật này có chứa độc tố hay không thể ăn thịt được (cảnh báo màu sắc), hay để bắt chước giả làm con vật khác hay vật thể khác ("bắt chước" và "giả dạng"). Bên cạnh đó, nhiều loài như bướm, ngài và cá đều có hơn hai cặp dấu chấm tròn, thường được gọi là "những đốm mắt". Những dấu chấm tròn ở các loài vật như ở bướm chống lại các loài động vật ăn thịt rất hiệu quả vì chúng là những nét riêng nổi bật, chứ không đơn thuần chúng bắt trước hình thù con mắt của chính kẻ thù của động vật ăn thịt.
Nhiều đốm mắt rất hữu hiệu khi hăm dọa được hay làm cho động vật ăn thịt giật mình, và có thể giúp ngăn chặn một cuộc tấn công, những con mồi bắt chước những con mắt của chính kẻ thù của loài động vật ăn thịt. Những phản ứng của loài chim rừng ăn thịt đối với các mẫu hoa văn đặc biệt như những đốm mắt đáng sợ với nhiều hình dạng, kích cỡ, số lượng khác nhau những con ngài giả có dấu tròn không sống lâu hơn những con có nét nổi bật khác và những con có dấu đốm mắt khiến cho động vật ăn thịt tránh xa chúng, những con có kích thước lớn, có nhiều dấu đốm và nét nổi bật. Các loài chim đều có xu hướng tránh những con ngài có những dấu như dấu gạch và dấu hình vuông cũng giống như chúng tránh những con bướm đêm giả có dấu hình hai con mắt.

### Kết hợp
Nhiều loài bò sát nhỏ như rắn và thằn lằn sống trên mặt đất hoặc dưới nước có nguy cơ bị các loại động vật ăn thịt săn bắt và ăn thịt. Vì vậy trốn tránh kẻ thù là hình thức phổ biến nhấttrong kỹ năng tự vệ của các loài bò sát. Hầu hết các loài rắn và thằn lằn nhận biết từ dấu hiệu đầu tiên của mối nguy hiểm bằng lông tơ, trong khi đó rùa và cá sấu sẽ lao vào nước và lặn đi mất. Bò sát cũng có thể tránh đối đầu bằng cách ngụy trang. Bằng cách sử dụng một loạt các màu xám, xanh và nâu, những loài động vật này có thể hòa lẫn đáng kể vào nền của môi trường tự nhiên. Nếu nguy hiểm phát sinh một cách bất ngờ, cá sấu, rùa, một số loài thằn lằn, và một số loài rắn sẽ rít thật to khi phải đối mặt với kẻ thù. Thằn lằn dễ rụng phần ngọn của đuôi để thoát thân. Nếu các phương thức này không ngăn chặn kẻ thù, các loài khác nhau sẽ áp dụng chiến thuật phòng thủ khác nhau. Một số loài có thể cắn, một số sẽ sử dụng đầu để đe dọa, một số đuổi kẻ thù lên cạn, trong khi đó một số loài có thể dùng nọc độc.

## Các loại con mồi

### Của chim săn mồi
Con mồi của loài đại bàng rừng châu Phi rất phong phú và đa dạng. Thức ăn chính của chúng là động vật có vú với con mồi điển hình có khối lượng 1–5 kg tương đương với trọng lượng con mồi của đại bàng martial hoặc đại bàng đen, đây là trọng lượng của con mồi là chuột lang hyrax, trong các khu rừng nhiệt đới tại Vườn quốc gia Bờ Biển Ngà, trọng lượng con mồi trung bình ước tính của đại bàng rừng châu Phi là cao hơn 5,67 kg, chúng là loài chim săn mồi hiện sống duy nhất thường xuyên tấn công con mồi có trọng lượng vượt quá 9 kg. Linh dương Bushbuck (Tragelaphus scriptus) hoàn toàn trưởng thành là con mồi lớn nhất được biết của đại bàng rừng châu Phi. Chúng có thể nâng một khối lượng lớn hơn khối lượng cơ thể của mình trong khi bay.
Đại bàng rừng châu Phi là một trong số ít những loài chim săn mồi có khả năng săn bắt được khỉ trưởng thành. Nhóm ưa thích trong chế độ ăn uống của chúng là các loài khỉ thuộc chi Cercopithecus, khỉ đuôi đỏ (Cercopithecus ascanius) là con mồi điển hình. Con mồi có thể là các loài khỉ khác, chẳng hạn như các loài Piliocolobus badius, Colobus guereza, Lophocebus albigena, Cercopithecus mitis, C. Wolfi, C. Diana, C. campbelli, C. petaurista, Procolobus verus và Colobus polykomos. Tất cả các con khỉ châu Phi hoạt động ban ngày nặng vượt quá 2 kg ở tuổi trưởng thành. Khỉ cái Cercopithecus có thể dao động trong khoảng 2,7-4,26 kg (6,0-9,4 lb) và khỉ đực 4,1-6,9 kg tùy thuộc vào loài. Như khỉ mangabey và khỉ colobus cân nặng vượt quá 5 kg lúc trưởng thành. Những con khỉ có trọng lượng lên đến 10–15 kg cũng có thể bị bắt. Đôi khi đại bàng rừng châu Phi có thể bắt các con khỉ đầu chó non hoặc khỉ cái trưởng thành và các loài tương tự, như Khỉ đầu chó vàng, Khỉ đầu chó olive (Papio Anubis), Khỉ đầu chó Chacma (P. Ursinus), Khỉ đầu chó Drill (Mandrillus leucophaeus) và Mandrills (M. sphinx). Động vật linh trưởng châu Phi có trọng lượng dưới 2 kg, gần như hoàn toàn sống trên cây và ăn đêm, có thể thỉnh thoảng cũng bị săn bắt. 

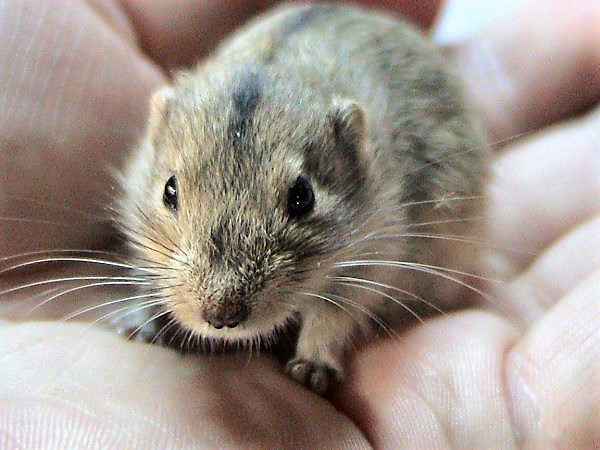
Chuột, con mồi của nhiều loài chim ăn thịt

Bên ngoài của các khu rừng nhiệt đới, chế độ ăn uống của đại bàng rừng châu Phi có xu hướng đa dạng hơn, gồm cả linh dương và chuột lang hydrax. Các con mồi linh dương chủ yếu là các loài linh dương nhỏ như linh dương Suni (Neotragus moschatus), nặng khoảng 5 kg (11 lb) hoặc thấp hơn một chút, chẳng hạn như dik-dik (Madoqua kirkii) và Duiker xanh (Philantomba monticola). Linh dương lớn hơn, thường nặng khoảng 10 kg, có thể bị tấn công (chủ yếu là con non), bao gồm klipspringer (Oreotragus oreotragus), steenbok (Raphicerus campestris), grysbok sharpe (R. Sharpei) và duikers nhỏ, đặc biệt là Duiker đỏ (Cephalophus natalensis). Trong số các loài linh dương lớn hơn có thể bị săn lùng, chẳng hạn như Bushbuck, linh dương Thomson (Eudorcas thomsonii), rhebok xám (Pelea capreolus) và Impala (Aepyceros melampus), thường là con non và đôi khi là con cái trưởng thành. Các loài duikers lớn nhất đã bị giết chết nặng khoảng 20 kg, và con mồi đặc biệt có thể lên đến 30 kg.
Tất cả bốn loài chuột lang hyrax cũng bị săn bắt bởi đại bàng rừng châu Phi. Động vật có vú khác đã được ghi nhận như con mồi cơ hội, trong đó có dơi, thỏ rừng (Lepus sp.), chuột nhảy (Pedetes sp.), chuột mía(Thryonomys sp.), sóc mặt trời (Heliosciurus sp.) Và chuột chù voi Bốn ngón (Petrodromus tetradactylus), nhím Cape nhỏ(Hystrix africaeaustralis). Những động vật có vú các loại, thường nhỏ hơn so với các loài linh trưởng và động vật móng guốc, thường bị săn khi nhóm con mồi ưa thích tại địa phương là khan hiếm. Động vật ăn thịt có vú đôi khi cũng bị săn bắt, từ loại nhỏ hơn như cầy Mongoose (Mungos mungo), cầy cusimanses, cầy hương châu Phi (Nandinia binotata) hoặc cầy genets đến các loại lớn như chó rừng lưng đen (Canis mesomelas) hoặc Cầy giông châu Phi (Civettictis Civetta). Đại bàng rừng châu Phi săn bắn chim lớn khi động vật có vú khan hiếm, nhưng ở Nam Phi chúng cũng là một thành phần khá phổ biến trong chế độ ăn uống.
Chim mồi có thể bao gồm cò quăm, gà francolins, gà ibis, chim bồ câu, đà điểu non(Struthio camelus) và con non của diệc và cò. Các loài chim mỏ sừng cũng là con mồi điển hình như Hồng hoàng mũ đen (Ceratogymna atrata). Thậm chí cả Cò già Marabou (Leptoptilos crumeniferus) cũng bị săn bắt. Ở Kenya, rắn, bao gồm cả rắn độc, cũng được bổ sung vào chế độ ăn uống. Kỳ đà cũng có thể bị ăn thịt, kể cả những loài lớn nhất châu Phi, như kỳ đà sông Nile (Varanus niloticus) và kỳ đà đá (V. albigularis). Các vật nuôi, bao gồm gà (Gallus gallus domesticus), gà tây (Meleagris gallopavo), mèo (Felis catus), chó nhỏ (Canis lupus Familiaris), lợn nhỏ (Sus scrofa domesticus), cừu (Ovis Aries), dê (Capra aegagrus hircus), cũng trở thành con mồi khi con mồi tự nhiên bị cạn kiệt.
Hầu hết các con mồi của đại bàng đuôi nhọn bị bắt trên mặt đất và ít hơn trong không trung. Kể từ khi người châu Âu đưa các loài thỏ đến châu Úc, chúng đã trở thành con mồi chủ yếu trong chế độ ăn uống của con đại bàng đuôi nhọn trong nhiều khu vực. Động vật có vú lớn hơn được đưa tới như cáo và mèo hoang đôi khi cũng bị bắt, trong khi động vật bản địa như kanguru wallaby, kanguru nhỏ, thú có túi possum, gấu túi koala và chuột túi bandicoot cũng bị săn bắt. Trong một số khu vực, các loài chim như vẹt mào, vịt, quạ, cò quăm và thậm chí đà điểu Emu cũng là con mồi thường xuyên. Chúng ít khi ăn bò sát, tuy nhiên chúng cũng săn rồng Australia, kỳ đà và rắn nâu. Đôi khi có thể săn kanguru đỏ lớn, hoặc đẩy dê rơi ra khỏi sườn đồi dốc và bị thương, sau đó giết nó. Xác chết cúng là một nguồn thức ăn quan trọng. Chúng có thể phát hiện các hoạt động của quạ Australia là quạ xung quanh một xác chết từ một khoảng cách lớn, và lao xuống để chiếm nó. Chúng thường thấy bên lề đường ở vùng nông thôn Úc, ăn động vật đã bị chết do tai nạn giao thông.
Hầu hết các con mồi của đại bàng mào dài là động vật gặm nhấm, như chuột răng khía, chuột mía lớn, chuột nước, chuột cỏ bốn sọc, và có thể chiếm đến 98% trong chế độ ăn uống. Những con mồi khác bao gồm chim nhỏ, thằn lằn, động vật chân đốt và cá, và cả thức ăn có nguồn gốc thực vật. Các con mồi này gồm có cú gỗ châu Phi, gà Phi, bìm bịp, ó đen, gà, rắn, thằn lằn, ếch nhái, cá hồi, bọ cánh cứng, cào cào, châu chấu, rết và cua. Bông chanh dải chàm Loài chim này ăn cá và các loài côn trùng thủy sinh. Nó đậu trên đá và cành cây vươn ra và lặn thẳng đứng xuống nước để bắt con mồi. Khi bắt được con mồi, nó tha lên nơi đậu để mổ và nuốt con mồi. Kền kền Kền kền ít khi tấn công một con thú khỏe mạnh nhưng có thể giết chết những con bị thương hay bị bệnh, Chúng nuốt ngấu nghiến thức ăn khi thức ăn còn thừa thãi cho đến lúc diều căng phồng và ngồi xuống và ngủ hoặc gật gù như ngủ để tiêu hóa thức ăn. Chúng không tha thức ăn cho những con chim non của chúng mà ọe ra từ diều để nuôi con. Loài chim này giúp làm sạch môi trường, đặc biệt là ở những xứ nóng.
Spizaetus isidori săn một loạt các động vật có vú như sóc, khỉ sóc, nhím, gấu mèo coati và các loài động vật có vú cỡ trung bình sống trên cây khác. Chúng cũng săn bắt các loài chim như gà Mỹ. Cắt cười chủ yếu bắt các loài rắn, bao gồm cả những loài rắn độc như rắn san hô, thằn lằn, và ít khi bắt hơn, động vật gặm nhấm nhỏ, dơi và rết. Cắt cười đâm bổ vào con mồi của nó lúc đang bay, sau đó mổ vào phía sau đầu con mồi, đôi khi nghiến đứt đầu con mồi trong quá trình vồ bắt. Nó tha thức ăn lên cành cây và ăn. Nó có thể tha những con rắn nhỏ trong mỏ và nuốt con mồi từ đuôi, đối với con rắn lớn loài chim cắt cười này kẹp bằng móng vuốt với đầu con mồi hướng về phía trước, sau đó xé con mồi thành mảnh. Chim hù săn mồi chủ yếu về đêm, hầu hết con mồi là các động vật có vú nhỏ, chim và bò sát. Các loài cú diều nhỏ ăn chủ yếu sâu bọ và động vật có xương sống nhỏ, trong khi những loài lớn nhất như "Cú vọ lực sĩ" có thể bắt những con mồi lớn hơn như thú túi Possum, gấu Koala.

### Họ mèo
Họ nhà mèo có hệ thống con mồi phong phú, Thức ăn của hổ chủ yếu là các động vật ăn cỏ cỡ trung bình như hươu, nai, lợn rừng, trâu, thịt người không phải là món ăn hạp khẩu vị của hổ, mà là các loài thú có guốc như nai, hoẳng, mển, sơn dương, heo rừng… đôi khi bắt cả chim, bò sát, ếch nhái và cá để ăn. Chúng có nhu cầu tiêu thụ thức ăn hàng ngày rất lớn, ước tính trung bình mỗi năm, một con hổ cần săn được 50 con hươu nai hoặc lợn rừng để cung cấp đủ nguồn thực phẩm cho sự tồn tại của chúng. Con mồi ưa thích của hồ thường là nai, trâu, lợn rừng... Hổ Bengal thường săn hươu, nai hay các con vật nặng trên 45 kg (100 lb), nhưng khi quá đói, chúng có thể ăn thịt bất kỳ con vật nào có thể ăn được, từ ếch nhái, gà, vịt, cá sấu và cả con người. Những chỗ cỏ tranh mọc lên quá đầu người là nơi nai thường xuyên tụ tập vì tranh non là thức ăn khoái khẩu của nai, hoẵng những là con mồi ưa thích và thường xuyên của hổ, khi đêm về, nai kéo nhau ra các bãi tranh ăn cũng là khi hổ xuất hiện rình mồi.

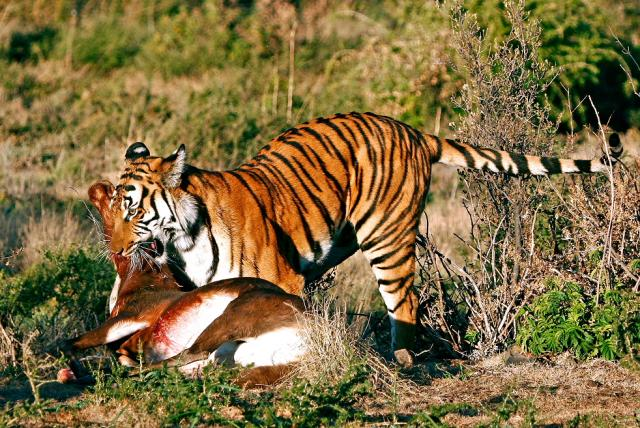
Một con hổ đang bắt một con linh dương mặt trắng

Con mồi của sư tử bao gồm ngựa vằn, trâu rừng châu Phi, hươu cao cổ, hà mã trưởng thành, và thậm chí là voi châu Phi gần trưởng thành, mặc dù voi trưởng thành là quá nguy hiểm cho chúng khi chúng muốn đấu sức với nó. Khi đơn lẻ, nói chung chúng dễ dàng săn các con mồi nhỏ hơn chúng, bao gồm linh dương châu Phi (Connochaetes), linh dương (họ Bovidae), Linh dương Gazelle và lợn rừng (Phacochoerus africanus). Những con sư tử sống gần bờ biển còn ăn thịt cả hải cẩu.
Báo đốm thì bắt hươu, nai và lợn pêcari, thậm chí là cá sấu nhưng chúng là những kẻ cơ hội và sẽ ăn mọi thứ từ ếch, nhái đến chuột hay chim, cá cũng như thú nuôi trong gia đình. Báo hoa mai Chúng leo trèo rất tốt và thông thường hay giấu con mồi săn được ở trên cây. Báo hoa mai là những thú ăn thịt có thể săn bắt nhiều chủng loại con mồi hơn bất kỳ các loài mèo lớn nào khác với kĩ năng săn mồi điêu luyện, chúng có thể ăn côn trùng, thú gặm nhấm, cá và những thú lớn như linh dương. Báo hoa mai thậm chí săn cả chó, mà chó cũng là những kẻ ăn thịt ghê gớm, những người nuôi chó trong những vùng có báo hoa mai thường khôn ngoan giữ chúng trong các cũi để đảm bảo an toàn cho chúng vì báo hoa mai được biết như là những kẻ thèm thịt chó. Báo tuyết là loài thú ăn tạp, chúng ăn tất cả những thức ăn gì mà chúng tìm thấy; thông thường chúng có thể giết chết cả những con vật có kích thước gấp 3 lần chúng, bao gồm cả gia súc. Chúng cũng phục kích các con mồi nói trên khi có thể. Thức ăn của chúng bao gồm sơn dương (các loài thuộc chi Capra), cừu hoang Himalaya (Pseudois nayaur), cũng như là mác mốt (các loài thuộc chi Marmota) và các động vật gặm nhấm nhỏ khác.
Đối với báo săn, Chế độ ăn uống của một con báo phụ thuộc vào khu vực mà nó sống. Đây là một loài động vật ăn thịt tươi sống với con mồi săn khoảng dưới 40 kg (88 lb) gồm những loài linh dương cỡ nhỏ như Linh dương Thomson, linh dương nhảy, linh dương Grant, linh dương Gazelle, linh dương Impala và những con Linh dương đầu bò và ngựa vằn còn non, đối với những con trưởng thành thuộc loại này thì loài báo thường săn theo nhóm 2 đến ba con mới có thể khống chế được đưa lên và người lớn quá, khi loài báo săn theo nhóm. Ngoài ra các động vật nhỏ hơn như thỏ đồng, gà Phi cũng là con mồi ưa thích của báo săn, còn các động vật khác như đà điểu, lợn nanh sừng châu Phi, chim hoặc sơn dương. Tuy vậy, con mồi ưa thích của nó vẫn là linh dương Thomson. Loài Linh dương nhỏ này có kích thước nhỏ hơn và chậm hơn so với con báo săn, mà làm cho nó một con mồi thích hợp. Cuộc rượt đuổi giữa báo săn và linh dương Thomson luôn gay cấn hấp dẫn và là những cuộc đua của sự sinh tử trong đó hai bên đều có những lợi thế riêng. Thường là linh dương Thomson hay một con heo rừng là đủ cung cấp năng lượng cho một con báo săn no bữa. Đối với những con linh dương trưởng thành có thể cung cấp cho báo săn no bữa được khoảng từ 1-2 ngày. Sau khi đi săn xong, chúng sẽ đem xác con mồi về cất giấu ở một nơi nào đó ăn dần. Việc săn những con linh dương nhỏ sẽ cung cấp ít calo hơn và không thể duy trì lâu nhưng con linh dương trưởng thành với hơn 60 kg sẽ cung cấp nhiều hơn thức ăn cho báo săn.
Loài Linh miêu săn các loại thức ăn động vật khác nhau, có thể to lớn tới như tuần lộc, hoẵng, sơn dương, nhưng thông thường là chim, thú nhỏ, cá, cừu hay dê. Mặc dù loài Linh miêu đuôi cộc thích ăn thịt thỏ nhà và thỏ rừng, nó sẽ săn bất cứ con mồi nào từ côn trùng và loài gặm nhấm nhỏ đến loài lớn hơn như hươu. Lựa chọn con mồi phụ thuộc vào vị trí và môi trường sống, mùa, và sự phong phú của loại mồi. Mèo rừng chủ yếu ăn thịt, côn trùng và thực vật chỉ là một phần nhỏ trong chế độ ăn uống của nó. Bất kể phân loài, các con mồi của nó bao gồm: động vật có vú nhỏ, thú gặm nhấm và thỏ, ngoài ra còn có Thằn lằn xám (ở Bồ Đào Nha) và một số loài chim. Tuy nhiên, các nhà khoa học thấy rằng nó còn ăn cả những động vật lưỡng cư, cá, bò cạp, nai con và linh dương con.
Do kích thước nhỏ, mèo chân đen chủ yếu săn các loài thú gặm nhấm hay các loài chim nhỏ, nhưng cũng có thể tấn công cả những con chim ôtit cánh trắng và thỏ đất mũi - đáng chú ý là loài thỏ đất mũi có kích thước lớn hơn mèo rất nhiều. Côn trùng và nhện đóng góp chưa tới 1% trong tổng số nguồn thức ăn của chúng. Mèo chân đen là những kẻ săn mồi rất tích cực, chúng có thể săn bắt được đến 14 con mồi (kích thước nhỏ) chỉ trong vòng một đêm. Nhu cầu năng lượng của chúng rất lớn, nếu quy ra khối lượng thịt tiêu thụ thì vào khoảng 250 gam (9 oz) trong vòng một đêm, chiếm 1/6 tổng khối lượng cơ thể của chúng. Mèo chân đen không tấn công theo kiểu rình và vồ mồi, thay vào đó chúng lặng lẽ tiếp cận con mồi rồi tung đòn quyết định, dựa vào bóng đêm để che giấu hành tung của chúng. Theo các quan sát, mèo chân đen sử dụng việc di chuyển cực nhanh để trục con mồi ra khỏi nơi ẩn náu hoặc bí mật tiếp cận con mồi bằng cách lặng lẽ đi qua các bụi rậm um tùm. Một phương pháp ít áp dụng hơn là phục sẵn phía ngoài hang ổ của con mồi - thường là với đôi mắt nhắm nhưng luôn cảnh giác trước bất cứ tiếng động lạ nào. Mèo chân đen có một tập tính khá giống với các loài mèo lớn (nhưng khác với các loài mèo còn lại) đó là cất giấu con mồi vào một chỗ kín đáo nhằm "để dành" chứ không ăn ngay.
Mèo túi chủ yếu ăn thịt, các loài nhỏ hơn chủ yếu ăn côn trùng, chim, ếch nhái, thằn lằn và trái cây, các loài lớn hơn ăn thịt chim, bò sát, và các động vật có vú, bao gồm cả thú lông nhím và thú có túi. Chế độ ăn uống của Mèo túi hổ chủ yếu là động vật có vú như thú có túi, thỏ và thỏ rừng. Thức ăn có thể thay đổi tùy thuộc vào sự sẵn có của con mồi như sau khi cháy rừng, có thể bao gồm xác thối. Chúng săn mồi bằng cách rình mồi. Tùy thuộc vào kích thước của con mồi, mèo túi có thể nhảy hoặc vồ xuống con mồi. Với con mồi nhỏ chúng giữ trong bàn chân bằng móng vuốt, còn con mồi lớn hơn chúng nhảy lên, giữ chặt con mồi bằng móng vuốt và cắn vào cổ. Mèo túi có thể lấy lượng nước cần thiết từ thức ăn, giúp nó khá thích nghi trong thời gian hạn hán hoặc thiếu nước.

### Của họ chó
Cáo những kẻ kiếm ăn cơ hội, săn bắt các con mồi sống (đặc biệt là động vật gặm nhấm nhỏ). Sử dụng kỹ thuật tấn công kiểu chộp được thực hiện từ khi chúng còn non, chúng có khả năng giết chết con mồi rất nhanh. Cáo cũng ăn các loại thức ăn khác, từ châu chấu tới hoa quả và các loại quả mọng. Cáo Bắc cực nhìn chung ăn bất kỳ động vật nhỏ có thể tìm thấy như chuột lemming, chuột đồng, thỏ, cú, trứng, carrion, vv. Chuột Lemming là con mồi phổ biến nhất. Một gia đình cáo có thể ăn hàng chục con chuột Lemming mỗi ngày. Trong tháng Tư và tháng Năm con cáo Bắc cực cũng săn hải cẩu Pusa hispida con khi các con vật được giới hạn trong một hang tuyết và tương đối bất lực. Cá dưới băng cũng là một phần của chế độ ăn uống của nó. Chúng cũng tiêu thụ quả và rong biển và do đó có thể được coi là loài ăn tạp. Nó là một thợ săn đáng kể đối với trứng chim, ngoại trừ những con chim lớn nhất vùng lãnh nguyên. Cáo tai to châu Phi chủ yếu ăn côn trùng, động vật có vú nhỏ, và các loài chim, thính giác của nó khá nhạy bén có thể nghe con mồi di chuyển dưới lòng đất. Cáo tai dơi là loài ăn sâu bọ, chúng sử dụng đôi tai lớn của mình để xác định vị trí con mồi của nó. 80-90% khẩu phần ăn uống của chúng là loài mối Hodotermes mossambicus. Khi loài mối này không có thì nó ăn các loài mối khác và cũng ăn bọ cánh cứng, dế, châu chấu, rết, sâu bướm, bọ cạp, nhện, và hiếm khi các loài chim, động vật có vú nhỏ, và các loài bò sát. Những con côn trùng mà chúng ăn cung cấp phần lớn nhu cầu nước.
Giống như các loài sói khác, sói Bắc Cực săn mồi theo nhóm, mục tiêu chủ yếu của chúng là các con tuần lộc và bò xạ, tuy nhiên thỏ Bắc Cực, hải cẩu, gà gô trắng xám đá, lemmut và chim nước cũng nằm trong danh sách nạn nhân của chúng. Khi săn bắt các loài gặm nhấm, sói Bắc Cực phải lần mò theo dấu vết mùi của con mồi và tìm lối vào hang của nó nhằm trục con mồi ra khỏi hang. Sói Bắc Cực gần như không bao giờ tấn công con người. Do số lượng mồi trong vùng cực không nhiều, sói Bắc Cực phải "càn quét" trên một khu vực rộng lớn (có khi lên tới 2.600 km2 (1.000 sq mi)) và phải bám theo các đàn tuần lộc di cư vào phương Nam trong mùa đông để tìm kiếm thức ăn. Chúng không phải là con vật chạy nhanh nhưng sở hữu sức bền và độ dẻo dai cực kì tốt, vì vậy chiến thuật của chúng là chạy đuổi riết theo con mồi cho đến khi con mồi kiệt sức và gục ngã. Chúng nuốt chửng từng miếng thức ăn lớn và hiếm khi nhai, đồng thời chúng ăn sạch sành sanh cả thịt lẫn xương của con mồi. Chó sói Bắc Cực có thể tiêu thụ tới 20 pound (9 kg) thịt trong một bữa ăn. Tuy nhiên, đối với các con sói cha mẹ, một phần trong số thịt này không được tiêu hóa mà được để dành cho các con non.

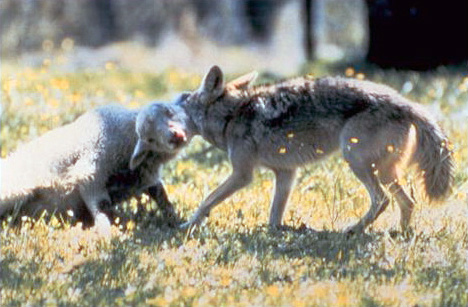
Cừu, con mồi của sói đồng cỏ

Chó sói đồng cỏ là loài ăn tạp, thông thường chúng ăn thịt song đôi khi chúng cũng bổ sung khẩu phần của mình bằng những loại thực vật khác nhau. Con mồi thường xuyên của chó sói đồng cỏ là các loài gặm nhấm như thỏ, chuột đồng, sóc và các loài như gà gô, đôi khi cả hoẵng và cáo, mặc dù vậy, thức ăn ưa thích của chúng là cừu hoặc thỏ. Ngoài ra thì chúng còn là động vật ăn xác thối khi di chuyển theo những đàn hươu đói để chờ những cá thể chết dọc đường để ăn xác thối. Một số con sói già yếu, bệnh hoạn còn tấn công vào những đàn gia súc của con người. Ở Mỹ, những con chó sói đồng cỏ góp phần làm kiềm chế sự phát triển của loài ngỗng trời tại Canada bằng cách chúng ăn các quả trứng ngỗng, đồng thời sói đồng cỏ còn có tác dụng tiêu diệt một phần các loài gặm nhấm.
Sói đỏ là động vật ăn thịt tươi sống thật sự. Thức ăn của loài sói đỏ là các loài động vật như nai, hươu, hoẵng, lợn rừng, gia súc, vật nuôi và các loài chim lớn, gia cầm v.v. Nhiều khi loài sói này còn tấn công vào các bản làng để kiếm thức ăn, chúng tấn công vào cả trâu, bò, lợn, gà, dê, ngựa. Tuy vậy thịt người không phải món ưa thích của loài này. Cả một đàn sói đỏ lại là mối đe dọa khủng khiếp với nhiều loài thú lớn như lợn rừng, bò tót… hàm răng của sói lửa lúc này hơn cả dao cạo, xé đứt cả da trâu, da bò.
Ở một số vùng có sự phân bố chồng lấn giữa sói lửa với hổ và báo, thì có sự cạnh tranh sinh tồn quyềt liệt và những cuộc chiến xảy ra giữa hai loài này. Sự cạnh tranh giữa những loài này có thể tránh được thông qua sự khác biệt trong việc lựa chọn con mồi săn, mặc dù vẫn còn chồng chéo đáng kể về chế độ ăn. Cùng với báo hoa mai, chó sói lửa thường lựa bắt các loại động vật được trong khoảng từ 30–175 kg (trọng lượng trung bình khoảng 35,3 kg đối với sói lửa và 23,4 kg đối với báo), trong khi con hổ thì lựa chọn cho con mồi nặng hơn khoảng 176 kg. Ngoài ra, các đặc điểm khác của con mồi, chẳng hạn như quan hệ tình dục, hay tính gây hấn, có thể đóng một vai trò trong việc lựa chọn con mồi của mỗi loài, ví dụ, sói lửa ưu tiên chọn những con hươu đực, trong khi báo hoa mai giết cả hai, sói lửa và hổ ít khi giết voọc so với báo hoa mai do báo có khả năng leo trèo, trong khi báo hoa mai không thường xuyên chọn giết chết lợn rừng vì kích thước, khối lượng của báo tương đối nhẹ để có tiêu diệt gọn con mồi có trọng lượng tương đương và cứng đầu này.
Một trong những con mồi của loài chồn sương là thỏ, và chúng thường bắt thỏ bằng cách đặt bẩy. Để bắt được con mồi, chồn sương, khi phát hiện con thỏ từ xa, chồn sương lăn lộn, co giật, nhảy múa liên tục giống như một con vật bị đốt, hay một con thú hóa điên. Hành động kỳ lạ của chuột hương thu hút sự chú ý của thỏ, khiến chúng nhầm tưởng và mất cảnh giác. Con thỏ không biết rằng con chồn đã tới gần và nó sẽ nhảy chồm lên và cắn chết thỏ để ăn thịt thỏ.

### Của họ Gấu
Gấu nâu các động vật có vú loại nhỏ như thỏ, sóc, chồn, chim. Tuy nhiên, chúng cũng đôi khi tấn công cả động vật lớn như nai sừng tấm, tuần lộc, cừu núi và bò rừng Bizon dù vậy gấu nâu ăn chủ yếu là thực vật, chiếm tới 75% năng lượng từ thức ăn của chúng. Con mồi chính của gấu Bắc Cực là hải cẩu không có loài động vật này, gấu Bắc Cực khó có thể tồn tại những con hải cẩu với tấm thân no tròn căng bóng nhưng những cây xúc xích di động gây ra sự thèm thuồng cho gấu. Về mùa xuân, chúng săn hải cẩu vòng mới đẻ, về mùa hè, chúng săn hải cẩu râu, hải cẩu đầu chỏm. Các loại mồi khác bao gồm cá heo trắng, voi biển và động vật gặm nhấm. Là một loài động vật ăn thịt thuần túy, chủ yếu là cá, chúng còn ăn cả chuột lemming.
Gấu ngựa thì ăn thịt (cá, chim, động vật gặm nhấm cũng như các động vật có vú nhỏ hay xác súc vật). Thức ăn của gấu chó dao động rất rộng và bao gồm các động vật có xương sống nhỏ như thằn lằn, chim, hay các loài động vật có vú khác. Con mồi ưa thích của gấu xám Bắc Mỹ bao gồm cá hồi, chồn, chim, thỏ rừng và sóc. Dù thường ăn thú nhỏ, gấu xám có thể tấn công những động vật cỡ trung bình tới lớn như cừu núi Bắc Mỹ, nai sừng tấm, tuần lộc, dê núi, bò xạ hương, bò rừng bizon, dù gấu xám có nhiều con mồi để săn nhưng chúng thường bắt cá hồi để ăn. Gấu bốn mắt thì ăn côn trùng, động vật gặm nhấm và xác chết thối.
Gấu đen Bắc Mỹ cũng thường xuyên săn hươu đuôi đen và hươu đuôi trắng vào mùa xuân khi có cơ hội, chúng cũng được ghi nhận đã săn bê con của hươu Bắc Mỹ ở Idaho và bê con của nai sừng tấm ở Alaska. Gấu đen ăn thịt hươu trưởng thành là rất hiếm nhưng đã được ghi lại. Chúng thậm chí có thể săn con mồi lên đến kích thước của con nai sừng tấm cái trưởng thành, lớn hơn đáng kể so với chúng, bằng cách phục kích. Có ít nhất một báo cáo rằng một con gấu đen đực giết chết hai con hươu Bắc Mỹ trong suốt sáu ngày bằng cách đuổi chúng vào hố tuyết sâu nơi mà sự di chuyển của chúng bị cản trở. Tại Labrador, gấu đen đặc biệt ăn thịt, sống chủ yếu nhờ vào tuần lộc, thường là con ốm yếu, con non hay sắp chết, và các loài gặm nhấm như chuột đồng. Điều này được cho là do số lượng ít ỏi của các loại thực vật ăn được trong khu vực phụ cận Bắc cực này và thiếu động vật ăn thịt địa phương lớn cạnh tranh (bao gồm các loài gấu khác).Giống như loài gấu nâu, gấu đen cố gắng sử dụng việc phục kích bất ngờ của mình với con mồi và nhắm mục tiêu vào các động vật ốm yếu trong đàn. Khi một con hươu bị bắt, gấu đen thường xé xác con mồi sống trong khi ăn.

### Của bò sát

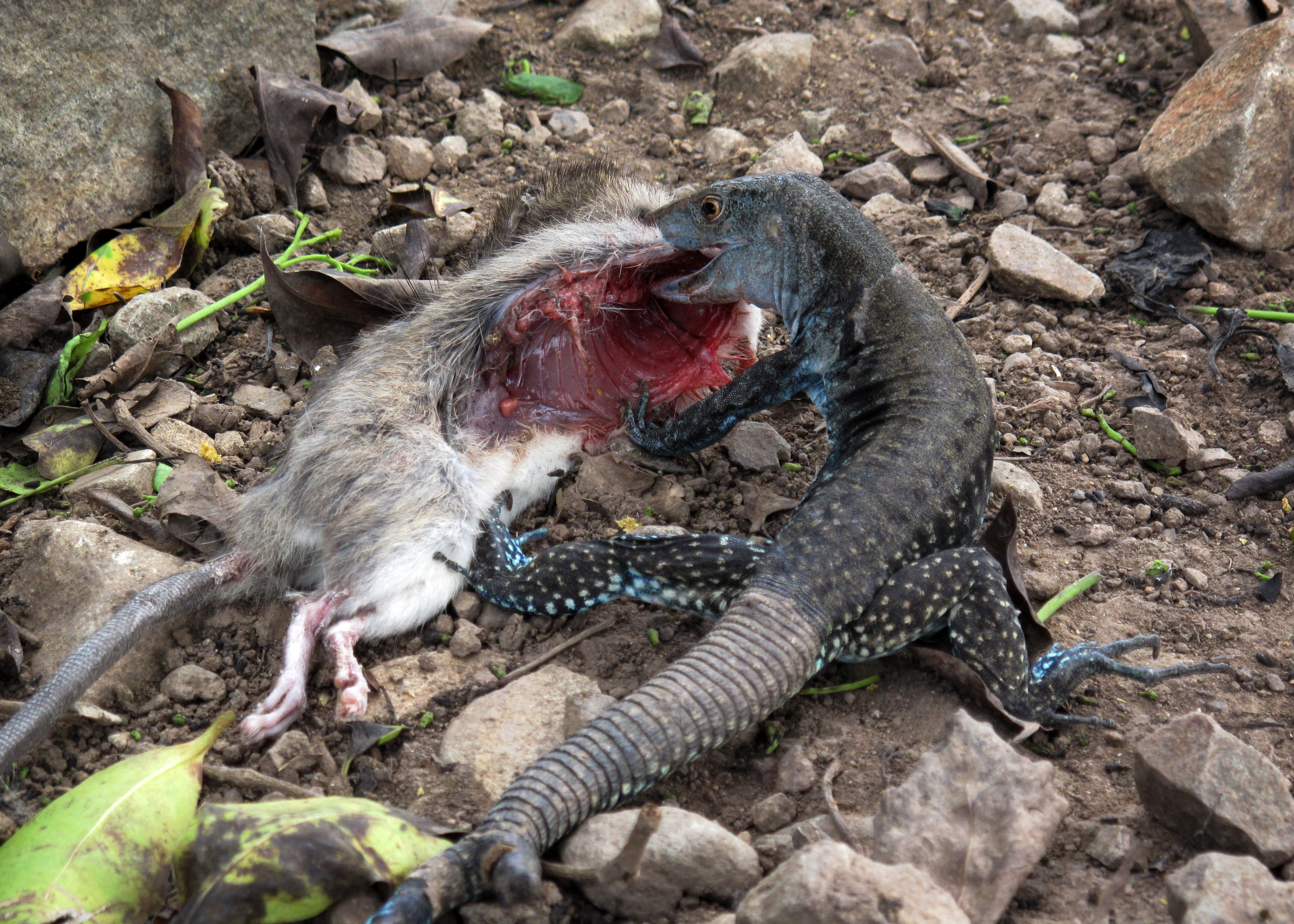
Một con chuột bị ăn bởi một con thằn lằn

Thức ăn của Cá sấu khá đa dạng, chủ yếu là động vật có vú sống hay đã chết cũng như cá. Những con cá sấu sơ sinh ăn côn trùng và các loài động vật không xương sống nhỏ dưới nước, và nhanh chóng thích nghi với các thức ăn từ động vật lưỡng cư, bò sát và chim. Tuy nhiên, 70% thức ăn của cá sấu sông là cá, mặc dù những con cá sấu lớn có khả năng ăn thịt gần như bất kỳ động vật có xương sống nào khi chúng đi uống nước, ngoại trừ chỉ có voi và hà mã trưởng thành. Chúng cũng ăn thịt ngựa vằn, hà mã non, trâu, linh dương như gnu, và thậm chí cả các động vật lớn thuộc họ Mèo và các con cá sấu khác.
Con mồi chính của cá sấu Mỹ là cá, hầu như bất kỳ loài cá nào được tìm thấy ở nước ngọt thông qua môi trường sống nước mặn ven biển đều có thể là con mồi. Ở Florida, cá vược, cá cháo lớn và đặc biệt là cá đối dường như là con mồi chính. Mõm của cá sấu Mỹ rộng hơn so với một vài loài cá sấu chuyên ăn cá (như cá sấu Ấn Độ, cá sấu mũi dài,...), cho phép nó để bổ sung chế độ ăn uống với con mồi đa dạng hơn. Con mồi dao động về kích thước từ côn trùng với cá sấu con cho tới gia súc lớn bị săn bởi con trưởng thành, và có thể bao gồm nhiều loài chim, động vật có vú, rùa, cua, ốc, ếch, và đôi khi cả xác thối. Thức ăn của cá sấu mũi dài trưởng thành chủ yếu là chim, dơi, bò sát, cá và động vật lưỡng cư. Cá sấu Cuba thì gồm Cá nhỏ, động vật chân đốt nước ngọt, và động vật giáp xác là thức ăn của cá sấu non. Con trưởng thành ăn động vật có vú nhỏ, cá và rùa.
Rồng Komodo là loài ăn thịt vô cùng hung dữ, là loài săn mồi vô cùng kinh hoàng với bộ máy tiêu hóa cực mạnh. Chúng có thể xơi một lúc lượng thịt bằng 80% trọng lượng cơ thể, nghĩa là, một con rồng nặng 100 kg có thể ăn 80 kg thịt sống. Chúng ăn cả xương kể cả xương động vật lớn như trâu.

### Của loàicá
Con mồi ưa thích của cá mập trắng lớn là các loài thú chân màng như hải cẩu, sư tử biển. Ngoài ra chúng còn ăn cá, các loại cá mập nhỏ hơn, cá voi, cá heo, rùa và xác động vật chết trôi nổi trên biển. Cá mập trắng lớn ăn thịt và ăn cá (ví dụ cá ngừ, cá đuối, các loài cá mập khác), bộ Cá voi(ví dụ, cá heo, cá heo chuột, cá voi nhỏ), động vật chân màngs (ví dụ hải cẩu, hải cẩu lông, và sư tử biển), rùa biển, rái cá biển (Enhydra lutris) và biển biển. Cá mập trắng không ăn các thứ chúng không thể tiêu hóa. Khi đạt chiều dài gần 4 mét (13 ft), lớn bắt đầu chuyển qua săn chủ yếu động vật có vú biển. Chúng thường săn ngay khi có cơ hội. Chúng thích săn con mồi có nhiều chất béo giàu năng lượng.
Thức ăn của cá mập búa bao gồm cá, mực, bạch tuộc, động vật giáp xác, và thậm chí là các loài cá thuộc họ hàng của chúng như Cá đuối gai độc, Cá mập đầu búa lớn. Loài này ăn tạp bao gồm tất cả mực, bạch tuộc và có thể ăn thịt đồng loại (các con cá mập đầu búa khác và cả con của chính chúng). Thức ăn chủ yếu của cá mập thằn lằn bao gồm các động vật thân mềm bao gồm cả mực, các loài cá nhiều xương (Osteichthyes) và kể cả các loài cá mập nhỏ hơn. Ở vùng biển Chōshi, một con cá mập thằn lằn dài 1,6 m đã nuốt một con cá mập mèo Nhật Bản (Apristurus japonicus) nặng 590 g (1,3 lb). Cá hổ kình linh hoạt, nhanh nhẹn và là một loài động vật ăn thịt cơ hội, một số ăn cá, một số săn các loài thú biển như sư tử biển, hải cẩu, cá voi và cả loài cá mập trắng lớn cũng là nạn nhân của nó, Chúng có thể ăn những con cá nhỏ, nhưng cũng có thể ăn những con cá voi khác như cá voi lưng xám con.
Thức ăn của Bộ Cá nhám dẹt bao gồm cá, động vật giáp xác, các loài động vật thân mềm. Các loài cá nhám voi ăn các loại sinh vật phù du, tảo lớn, nhuyễn thể hay các loại mực và động vật có xương sống nhỏ, cá nhám voi là loài tích cực săn mồi và chúng phát hiện các mục tiêu như các chỗ có nhiều sinh vật phù du hay cá nhờ các tín hiệu khứu giác. 90% thức ăn của cá chó là những con cá có kích thước nhỏ, nhưng cá chó cũng bắt ăn thêm bất cứ động vật sống nào mà hàm của chúng chộp được. Cá chó ăn cả côn trùng, rắn, vịt con, ếch nhái, tôm, chim nước, loài gặm nhấm và nhiều loại thú có vú nhỏ khác. Kích thước thức ăn vừa miệng nhất của cá chó là từ 1/3 đến 1/2 kích thước cơ thể chúng. Cá chó lớn cũng thích ăn thịt cả những con cá chó nhỏ hơn. Những con cá chó to (thường là cá mái) còn ăn cả cá chết, cá sắp chết hay cá bệnh.

### Củacây ăn thịt
Hầu hết các cây ăn thịt có chọn lọc con mồi cụ thể. Lựa chọn này là do con mồi có sẵn và các loại bẫy được sử dụng bởi sinh vật. Với bắt ruồi Venus, con mồi được giới hạn là bọ cánh cứng, nhện và động vật chân đốt bò khác. Trong thực tế, chế độ ăn uống của Dionaea là 33% kiến, 30% nhện, bọ cánh cứng 10%, và 10% châu chấu, có ít hơn 5% các loài côn trùng bay.[4]Dionaea phát triển từ một hình thức tổ tiên của Drosera (cây ăn thịt có sử dụng một cái bẫy dính thay vì một cái bẫy chụp) lý do phân nhánh tiến hóa này trở nên rõ ràng. Trong khi Drosera tiêu thụ côn trùng nhỏ trên không, Dionaea tiêu thụ côn trùng lớn hơn trên mặt đất. Từ những con bọ lớn hơn này, Dionaea có thể trích xuất nhiều chất dinh dưỡng. Điều này cho phép Dionaea một lợi thế tiến hóa hơn hình thức bẫy dính tổ tiên của chúng.

### Khác
Giống như các loài cá voi khác, thức ăn của Cá voi xanh chủ yếu là sinh vật phù du và giáp xác nhỏ, sinh vật phù du (nhuyễn thể), các loài tôm, tép tí hon; một vài loài cá nhỏ và phân hải cẩu.

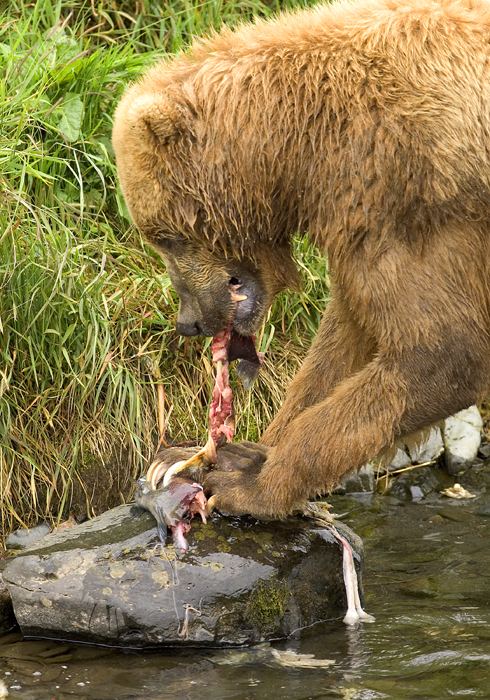
Một con gấu nâu đang ăn thịt cá hồi

Trong tự nhiên, thịt cá hồi cũng thu hút rất nhiều động vật ăn thịt. Các cuộc di cư 01 lần trong đời của cá hồi thu hút nhiều loài động vật ăn thịt đến những địa điểm nhất định để chờ những bữa đại tiệc của tự nhiên và nhiều năm mới có một lần. Trong nhiều loài đó thì có gấu xám Bắc Mỹ và loài sói xám miền Tây Canada. Ở Tây bắc Thái Bình Dương và Alaska, cá hồi là loài quan trọng, hỗ trợ các dạng sống hoang dã từ chim tới gấu và rái cá. Cơ thể cá hồi đại diện cho sự chuyển tiếp các chất dinh dưỡng từ biển, giàu nitơ, sulfur, carbon và phosphor, về hệ sinh thái rừng.
Gấu xám Bắc Mỹ hoạt động như những kỹ sư sinh thái, bắt cá hồi và mang chúng tới các vùng cây lân cận. Tại đó chúng thải nước tiểu và phân giàu dinh dưỡng và xác bị ăn dở. Đã có ước tính rằng những con gấu để lại tới nửa số cá hồi chúng bắt được trên nền rừng với mật độ có thể lên đến 4,000 kilograms trên 1 hectare, cung cấp tới 24% tổng lượng nitơ có được cho các khu rừng ven sông. Những cây vân sam lên tới 500 m (1.600 ft) từ một dòng suối nơi gấu xám Bắc Mỹ bắt cá hồi đã được phát hiện có chứa nitơ có nguồn gốc từ cá hồi bị bắt.
Chó sói ở miền Tây Canada lại thích bắt cá hồi hơn là săn bắt hươu hay các động vật khác. Hươu là thức ăn chính của loài sói vào mùa xuân và hè. Tuy nhiên, đến mùa thu, thời điểm cá hồi ở Thái Bình Dương đổ về các con sông trong vùng sinh sản thì họ nhà sói thích đánh bắt cá. việc lựa chọn con mồi là cá hồi do an toàn. Sói thường bị thương nặng, có thể dẫn đến bỏ mạng trong khi săn hươu. Nhưng việc bắt cá hồi mang lại cho sói nhiều lợi ích như an toàn, dễ bắt, ít tốn thời gian như khi theo dõi hươu trong rừng. Ngoài ra, so với thịt hươu, thịt cá hồi giàu chất dinh dưỡng hơn, đặc biệt là chất béo và năng lượng.